# Mila 18
Mila 18 é um romance de Leon Uris que se passa em Varsóvia, na Polónia (ocupada pelo alemães), antes e durante a Segunda Guerra Mundial.
O trabalho de Leon Uris, baseado em eventos reais, cobre a ocupação Nazi da Polónia e as atrocidades desumanas que visavam eliminar sistematicamente o povo judeu da Polónia.
O nome "Mila 18" é tirado do quartel-general de resistência dos combatentes judeus, debaixo da rua Mila 18.
O termo gueto ganha um significado mais claro quando os corajosos líderes judeus lutam não só contra os Nazis, mas também com os exploradores e colaboradores entre eles.
Quando o gueto é reduzido a escombros, alguns indivíduos corajosos com poucas armas e sem ajuda externa, assumem o comando de defesa do gueto, formando um exército improvisado e tomando assim, uma posição.